# Ricardo Santo Senn
Ricardo Santo Senn (Brinkmann, Córdoba; 3 de abril de 1931 - Buenos Aires, 26 de julio de 2012) fue un ciclista argentino. Radicado desde joven en la ciudad de Rafaela. En 1954 se traslada a Buenos Aires donde se afinca definitivamente defendiendo los colores de River Plate hasta su retiro del ciclismo activo en 1965.

## Biografía

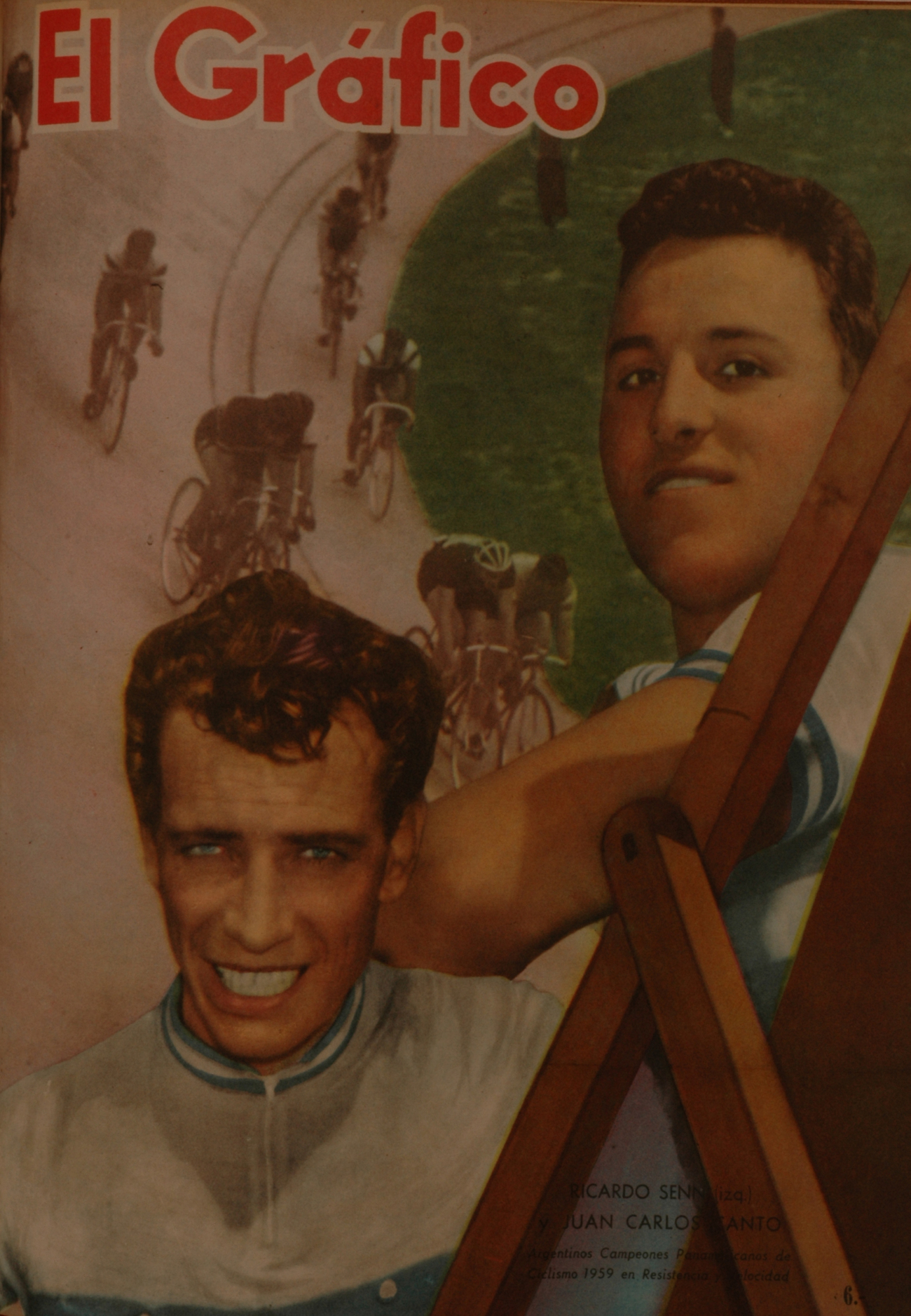
Ricardo Senn y Juan Carlos Canto en 1959.

En 1955 participó por primera vez en el Campeonato Argentino de Pista y desde ese momento comenzó a integrar la Selección Nacional de Ciclismo sin interrupciones hasta el año 1965.
Durante su vida deportiva activa se cruzó tres generaciones de ciclistas. Corrió junto a Miguel Sevillano, Clodomiro Cortoni, Oscar Muleiro, Jorge Bátiz, Carlos “Indio” Vázquez, Duilio Biganzolli, Carlos “Gato” Álvarez, Roberto Breppe y otros.
Representando a River Plate, club afiliado a la Asociación Metropolitana de Ciclismo, participó en 20 Campeonatos Argentino de Pista y Ruta, 3 Campeonatos Rioplatenses, 1 Campeonato Sudamericano, 1 Campeonato Mundial, 2 Olimpíadas (Melbourne 56 –siendo excluido del equipo por la autodenominada Revolución Libertadora por considerarlo profesional al aceptar subsidios del Gobierno del General Perón-  y Roma 60) y 2 Juegos Panamericanos (México 55 y Chicago 59). Su cosecha de medallas suman una veintena, resaltando el récord de medallas ganadas por un solo deportista en un solo Juego Panamericano (Chicago) con 4 Medallas – dos de oro y dos de bronce – solo superado por la gran patinadora Nora Vega en la década de 1990´ con 7 preseas. Aún ostenta el récord para el Ciclismo Argentino. Fue elegido por la Federación Ciclista Argentina como el mejor ciclista de 1959 siendo ternado para los premios “Olimpia”.
Sus victorias de carreras de etapas tales como la tradicional Doble Bragado, Gran Premio Italianos en Argentina, Mendoza-San Juan, Bahía Blanca – Buenos Aires, Doble Chivilcoy y Gran Premio Zanella se entremezclan con 83 victorias en circuitos y 29 victorias en carreras de Ruta de un solo día. A lo largo de trayectoria fue tapa de la Revista “El Gráfico” en cuatro oportunidades.
Integró además el cuerpo técnico de la Selección Nacional para las Olimpíadas de México 1968.
Ciertamente sus recuerdos más vibrantes se pueden remontar cuando venció dos veces la espectacular carrera “Seis Días del Luna Park” junto a Jorge Bátiz o cuando la Comisión de Deportes de River Plate lo premió con su Medalla al Mérito Deportivo por haber ganado cuatro medallas en los Juegos Deportivos Panamericanos en 1959, entregando tal galardón en el entretiempo del clásico Independiente – River en el “Monumental”. 
Se retiró en 1965 luego de conquistar por tercera vez el Campeonato Argentino de Ruta.

## Palmarés
- 1954
  - Campeón Copa Rioplatense representando a River Plate enfrentando a Peñarol de Montevideo.
  - Preseleccionado para los Juegos Deportivos Panamericanos
  - Sub- Campeón Argentino de Persecución 4000 metros
  - Sub- Campeón Argentino de Kilómetro

- 1955
  - Gran Premio Giardina 800 Kilómetros.
  - Doble Chivilcoy
  - Tercer Puesto Campeonato Argentino de Ruta
  - Campeón Panamericano Juegos Panamericanos México Persecución Equipos.
  - Subcampeón Argentino Kilómetro.
  - 15 Carreras Ganadas de 1 día.

- 1956
  - Subcampeón Argentino de Ruta
  - Tercer Puesto Campeonato Argentino de Persecución.
  - 22 Carreras Ganadas de 1 día.
  - Seleccionado para las Olimpíadas de Melbourne (La Revolución Libertadora lo considera profesional junto a otros 140 deportistas de elite por recibir subsidios del gobierno del General Perón y es suspendido por 7 meses).

- 1957
  - Tercer Puesto en el Campeonato Argentino de Ruta
  - Subcampeón Argentino de Kilómetro.
  - 7 Carreras de Ruta

- 1958
  - Campeón Metropolitano de Kilómetro
  - Campeón Metropolitano de Persecución.
  - Ganador Doble Bragado.
  - Subcampeón de Ruta
  - 17 Carreras de Circuito
  - 5 Carreras de Ruta de 1 día.

- 1959
  - Campeón Argentino de Kilómetro
  - Campeón Panamericano Ruta Individual Juegos Panamericanos Chicago.
  - Campeón Panamericano Ruta por Equipos Juegos Panamericanos Chicago.
  - Tercer Puesto Kilómetro Juegos Panamericanos Chicago.
  - Tercer Puesto Persecución por Equipos Juegos Panamericanos Chicago.
  - Campeón Rioplatense Ruta
  - Gran Premio Italianos en Argentina 1200 kilómetros.
  - Doble Chivilcoy
  - Clásica Rosario Santa Fe.
  - Gran Premio Zanella 700 kilómetros.
  - Es elegido para los Premios Olimpia por la Federación Ciclista Argentina.
  - Medalla al Mérito Deportivo River Plate.

- 1960
  - Subcampeón Argentino de Ruta
  - Subcampeón Argentino de Kilómetro.
  - Campeón Metropolitano de Ruta
  - Criterium La Plata
  - 12 victorias de circuito
  - 5 victorias de ruta.
  - Representante Olímpico a las Olimpíadas Roma 1960.

- 1961
  - Campeón Argentino de Ruta
  - Mendoza San Juan
  - Campeón Metropolitano de Ruta
  - Campeón Metropolitano de Pista
  - Representante Argentino a la Vuelta de Brasil, ganador de tres etapas y 4 puesto en la clasificación general.
  - Representante Argentino al Campeonato Mundial de Lausana, Suiza.
  - 10 victorias en Circuito.

- 1962
  - Campeón Metropolitano de Ruta
  - Tercer Puesto Campeonato Argentino de Ruta.
  - Quinto puesto “Seis Días Luna Park”
  - 8 Carreras de Circuito
  - 3 Carreras de Ruta de 1 día.

- 1963
  - Campeón Metropolitano de Ruta
  - Tercer puesto Campeonato Argentino de Ruta.
  - Ganador “Seis Días Luna Park”.
  - Segundo Puesto Seis Días Montevideo.
  - Bahía Blanca Buenos Aires, 1200 km
  - 12 carreras de Ruta
  - River lo premia por segunda vez con la Medalla al Mérito.

- 1964
  - Campeón Argentino Metropolitano
  - Campeón Argentino de Ruta
  - Ganador “Seis Días Luna Park”
  - Tercer Puesto Vuelta a Perú.
  - Tercer Puesto Vuelta de Uruguay

- 1965
  - Campeón Argentino de Ruta
  - Campeón Metropolitano de Ruta.
  - Subcampeón Sudamericano de Ruta.
  - 9 Carreras de Ruta de 1 Día.
  - Se retira luego de Conquistar por tercera vez el Campeonato Argentino de Ruta.

- Datos: Q6108468